# فرمول پراکندگی کارمرز-هایزنبرگ
فرمول پراکندگی کارمرز-هایزنبرگ رابطه‌ای است مربوط به منطقه مؤثر حاکم بر احتمال پراکندگی یک فوتون توسط الکترون اتمی. این رابطه قبل از ظهور مکانیک کوانتومی توسط هندریک آنتونی کارمرز و ورنر هایزنبرگ در سال ۱۹۲۵ به دست آمد. بر مبنای اصل هم‌خوانی، فرمول پراکندگی کارمرز-هایزنبرگ، فرمولی اعمال شده بر فرمول پراکندگی کلاسیک برای نور (پراکندگی رامان) بود. مبحث مکانیک کوانتومی توسط پل دیراک در سال ۱۹۲۷ بیان شد.این فرمول از اهمیت ویژه‌ای برخوردار بود؛ زیرا علت جذب منفی را در پراکندگی رامان هنگامی که در آن انرژی فوتون پراکنده ممکن بود بزرگتر یا کوچکتر از فوتونی تصادفی باشد، بیان می‌کرد.
فرمول پراکندگی کارمرز-هایزنبرگ در فرایندهای مرحلهٔ دوم:
{\displaystyle {\frac {d^{2}\sigma }{d\Omega _{k^{\prime }}d(\hbar \omega _{k}^{\prime })}}={\frac {\omega _{k}^{\prime }}{\omega _{k}}}\sum _{|f\rangle }\left|\sum _{|n\rangle }{\frac {\langle f|T^{\dagger }|n\rangle \langle n|T|i\rangle }{E_{i}-E_{n}+\hbar \omega _{k}+i{\frac {\Gamma _{n}}{2}}}}\right|^{2}\delta (E_{i}-E_{f}+\hbar \omega _{k}-\hbar \omega _{k}^{\prime })}
این رابطه نشان دهنده احتمال انتشار فوتون‌های انرژی {\displaystyle \hbar \omega _{k}^{\prime }} درزاویه جامد {\displaystyle d\Omega _{k^{\prime }}} (centred in the {\displaystyle k^{\prime }} direction), پس از تحریک سیستم با فوتون انرژی{\displaystyle \hbar \omega _{k}}. {\displaystyle |i\rangle ,|n\rangle ,|f\rangle } واسطه‌های میانی است و حالت نهایی سیستم با انرژی‌های {\displaystyle E_{i},E_{n},E_{f}} به ترتیب; تابع دلتا ی حفاظت ازانرژی را در تمام طول فرایند تضمین می‌کنند. {\displaystyle T} عامل انتقالی مربوطه است. {\displaystyle \Gamma _{n}} عرض خط اصلی حالت میانی است.

## پراکندگی رامان
پراکندگی رامان یا اثر رامان (به انگلیسی: Raman Scattering) به پراکنش غیرکشسان فوتون می‌گویند. این پدیده را چاندرا سخار ونکتا رامان، فیزیک‌دان هندی در سال ۱۹۲۸ کشف کرد.
وقتی نور از یک اتم یا مولکول پراکنده می‌شود، بیشتر فوتون‌ها کشسان پراکنده می‌شوند (پراکندگی ریلی). این فوتون‌ها انرژی، بسامد و طول‌موج یکسانی با فوتون‌های فرودی دارند. ولی نسبت کمی از فوتون‌ها (تقریباً یک فوتون از ده میلیون) با طول موج متفاوت (و معمولاً کمتری) پراکنده می‌شوند.